# Frank Ewart
Francis John "Frank" Ewart, född 1876, död 1947, var en modalistisk amerikansk pingstpastor som enbart godkände och praktiserade dop i Jesu namn.
Han poängterade att det är den vanligaste bibliska dopformuleringen och att den formulering som de flesta kristna kyrkor använder om dop i "Faderns, Sonens och Den Helige Andes namn" enbart omnämns på ett ställe i Nya Testamentet (Matt. 28:19).
Ewart lärde att både "Fader", "Son" och "Helig Ande" bara var titlar. Gud var en person som hade uppenbarat sig som "Fader", "Son" och "Helig Ande".
Ewart var med om att bilda trossamfundet United Pentecostal Church.